# Ганет, Пабло
Пабло Ганет Комитре (исп. Pablo Ganet Comitre; 4 ноября 1994, Малага, Испания) — экваториальногвинейский футболист, полузащитник клуба «Реал Мурсия» и сборной Экваториальной Гвинеи.

## Клубная карьера
Пабло начал заниматься футболом в детской команде «Малаги», затем выступал за юношей «Фуенхирола лос Боличес» и «Бетиса».
В июне 2013 года Ганет присоединился ко второй команде «Малаги», выступавшей в Терсере.
Спустя год Пабло перешёл в другой клуб из этого же дивизиона, «Сан-Себастьян-де-лос-Рейес». Летом 2015 года Гант вновь сменил команду, подписав контракт с «Арройо Полидепортиво». В январе 2019 года вернулся в «Альхесирас».

## Карьера в сборной
После объявления о переносе Кубка африканских наций 2015 из Марокко в Экваториальную Гвинею Ганет был включён в заявку хозяев первенства. А через 3 дня дебютировал в сборной в товарищеской встрече с Кабо-Верде.
На турнире защитник принял участие только в матче первого тура группового этапа против сборной Конго.

## Достижения
«Иттихад Танжер»
- Чемпион Марокко: 2017/18